# デフ・スクワッド
デフ・スクワッド（Def Squad）は、エリック・サーモン、レッドマン、キース・マレイ、ハリケーン・G、ジャマルで構成されるアメリカのラップ・スーパーグループ。1998年に正式にグループとして結成されてアルバムをリリースする前は、それぞれがお互いのトラックでフィーチャーされていた。デフ・スクワッドは、EPMDのメンバーであるエリック・サーモンとパリッシュ・スミスの間に起きた闘争の後に袂を分かつこととなってつくられたヒット・スクワッドの解散に続いて結成された。
彼らはシュガーヒル・ギャングによる「Rapper's Delight」のリメイクで知られている。
スクワッドは、お互いのソロ・アルバムにおいてもレコーディングを続けた。

## ディスコグラフィ

### アルバム
- 『エル・ニーニョ』 - El Niño (1998年、Def Jam)
- 『デフ・スクワッド・プリゼンツ・エリック・オナシス』 - Def Squad Presents Erick Onasis (2000年、DreamWorks)[注 1]